# پورشا (عنکبوت)

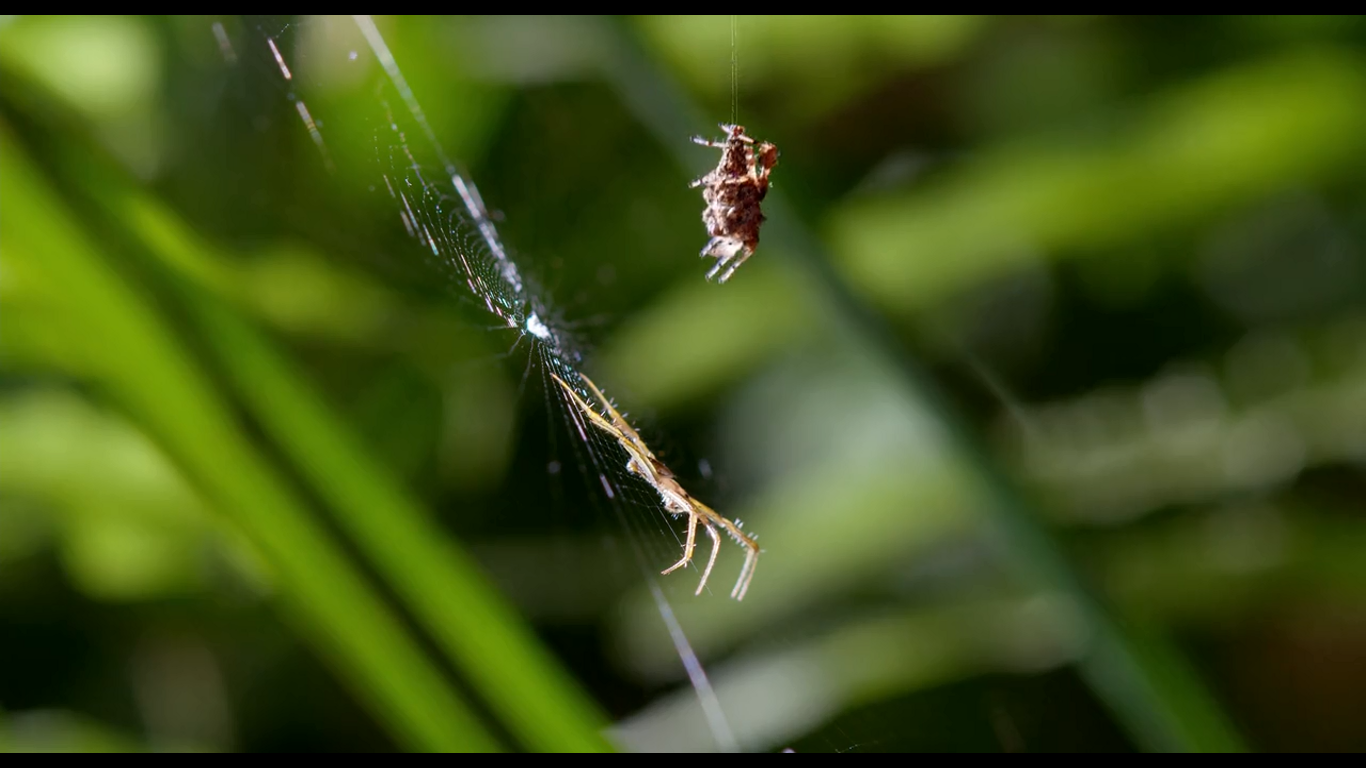
یکی از لحظه‌های شکار پورشا

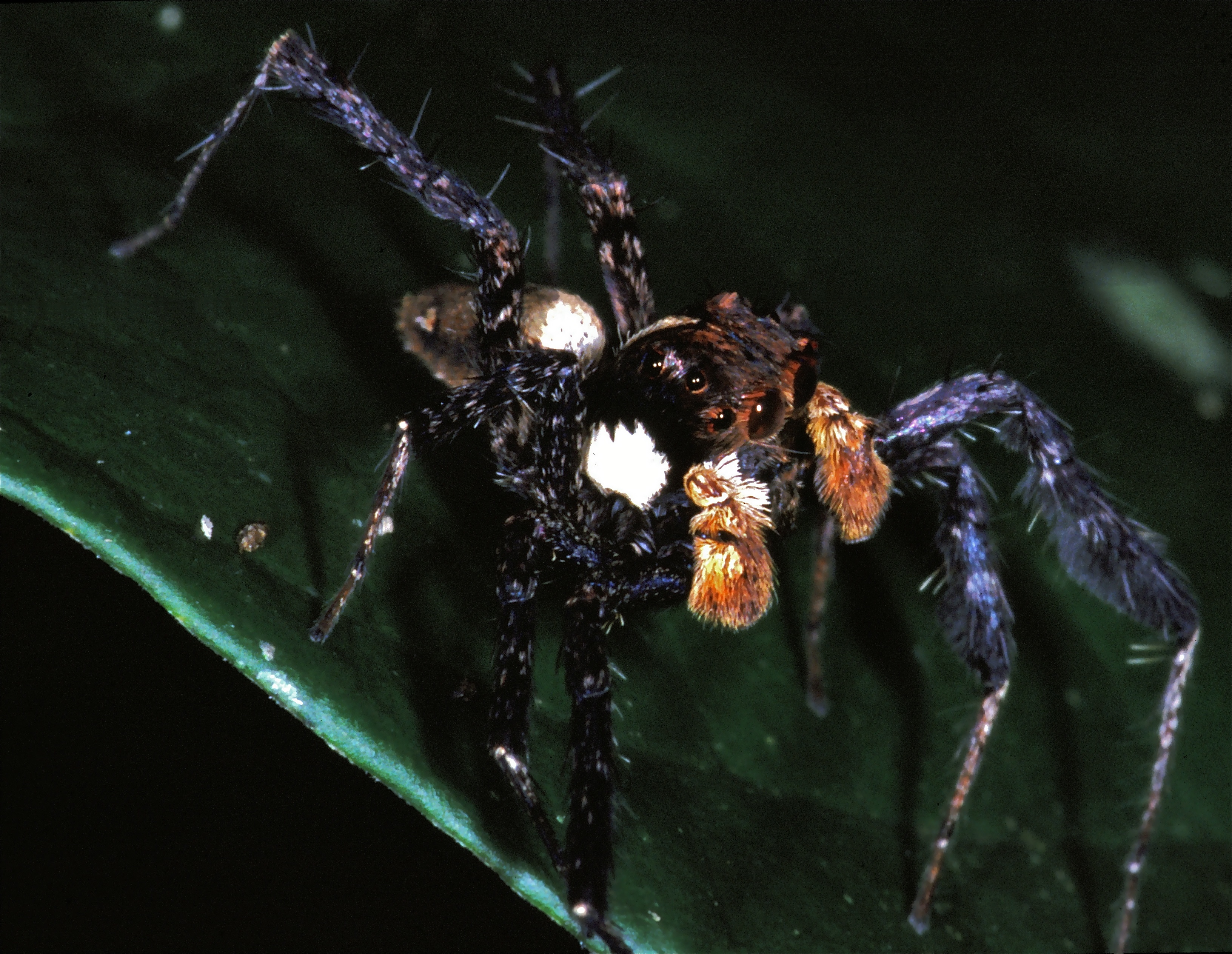
عنکبوت پورشا

پورشا (Portia) یک سرده (جنس) از عنکبوت جهنده است که از عنکبوت‌های دیگر (araneophagic) تغذیه می‌کند. آنها با عادت و روشِ شکارِ هوشمندانهٔ خود شناخته می‌شوند که گویی همراه با یادگیری و قدرتِ حلِ مسائل است که به‌طور معمول، اینگونه صفات به حیوانات بسیار بزرگتر تعلق دارد.

## پراکندگی
برای پورشا ۱۷ گونه برشمرده شده‌است: در آفریقا، استرالیا، چین، مالزی، میانمار، نپال، هند، سریلانکا، فیلیپین و ویتنام دیده شده‌است.

## روش‌های شکار
پورشا به گونه‌ای هوشمندانه شکار می‌کند. طعمه‌های مورد علاقه‌اش عنکبوت‌های تارتن بین ۱۰٪ تا ۲۰۰٪ بزرگ‌تر از اندازهٔ پورشا است.

## گونه‌ها
- پورشا آفریکانا (Simon, 1886) — آفریقای غربی، مرکز آفریقا
- پورشا آلبیمانا (Simon, 1900) — هند تا ویتنام
- Portia assamensis Wanless, 1978 — هند تا مالزی
- Portia crassipalpis (Peckham & Peckham, 1907) — سنگاپور، بورنئو
- Portia fimbriata (Doleschall, 1859) — نپال، سری‌لانکا، تایوان to استرالیا
- Portia heteroidea Xie & Yin, 1991 — جمهوری خلق چین
- Portia hoggi Zabka, 1985 — ویتنام
- Portia jianfeng Song & Zhu, 1998 — چین
- Portia labiata (Thorell, 1887) — سریلانکا تا فیلیپین
- Portia orientalis Murphy & Murphy, 1983 — هنگ کنگ
- Portia quei Zabka, 1985 — چین، ویتنام
- Portia schultzi Karsch, 1878 — مرکزی، شرق آفریقا، جنوب آفریقا، ماداگاسکار
- Portia songi Tang & Yang, 1997 — چین
- Portia strandi Caporiacco, 1941 — اتیوپی
- Portia taiwanica Zhang & Li, 2005 — تایوان
- Portia wui Peng & Li, 2002 — چین
- Portia zhaoi Peng, Li & Chen, 2003 — چین